# London Capital
London Capital ist ein Basketballverein aus London in England. Der Verein wurde 1998 als North West London Wolverines und erreichte unter diesem Namen 2004 den Aufstieg in der 1. Division der English Basketball League (EBL). Nach dem Aufstieg in die erste English Basketball League änderte man den Namen des Vereins mit dem Sponsoring der PAWS Foundation in PAWS London Capital. Nach drei Jahren in der höchsten englischen Spielklasse erreichte man im Mai 2007 die Aufnahme in die geschlossene Profiliga British Basketball League (BBL) und ersetzte dort den Lokalrivalen London United, nachdem dieser vier Monate später seinen Rückzug aus der BBL erklären musste. London United seinerseits hatte ein Jahr zuvor die London Towers in der BBL ersetzt. In der BBL wurde die Mannschaft zunächst von Steve Bucknall trainiert, einem der ersten britischen Spieler in der am höchsten dotierten Profiliga NBA in den USA, der bei Capital seine erste Trainerstelle antrat. Nach drei Jahren in der BBL, in denen man zuvor im unteren Tabellendrittel mitgespielt hatte und in der dritten Saison nur zwei Siege in 33 Spielen erzielt hatte, gab die Ligaorganisation der BBL die Rückversetzung der London Capital in die erste englische Division bekannt. Nach zwei Jahren in der ersten Division der EBL stieg man 2012 in die zweite Division ab, in der man im ersten Jahr nach dem Abstieg 2013 einen zweiten Platz erreichte.